# Vanessa Hinz
Vanessa Hinz, född 24 mars 1992, är en tysk skidskytt som vunnit VM-guld tre gånger. Hon ingick i de tyska damlag som vann stafetten vid VM 2015 och VM 2017 samt mixstafetten vid VM 2017.
Hinz tävlade från början i längdskidåkning men bytte inför säsongen 2012/2013 till skidskytte.

## Världscupssegrar
Not: VM-tävlingar ingår också i världscupen

### Individuellt (1)
| No. | Datum        | Plats     | Disciplin |
| --- | ------------ | --------- | --------- |
| 1   | 11 mars 2018 | Kontiolax | Masstart  |

### Stafett (9)
| No. | Datum            | Plats      | Disciplin  |
| --- | ---------------- | ---------- | ---------- |
| 1   | 13 december 2014 | Hochfilzen | Stafett    |
| 2   | 13 mars 2015     | Kontiolax  | Stafett    |
| 3   | 11 december 2016 | Pokljuka   | Stafett    |
| 4   | 12 januari 2017  | Ruhpolding | Stafett    |
| 5   | 22 januari 2017  | Antholz    | Stafett    |
| 6   | 9 februari 2017  | Hochfilzen | Mixstafett |
| 7   | 17 februari 2017 | Hochfilzen | Stafett    |
| 8   | 10 december 2017 | Hochfilzen | Stafett    |
| 9   | 8 februari 2019  | Canmore    | Stafett    |

## Resultat

### Olympiska spel
| Tävling          | Distans | Sprint | Jaktstart | Masstart | Stafett | Mixstafett |
| ---------------- | ------- | ------ | --------- | -------- | ------- | ---------- |
| Pyeongchang 2018 | —       | 5:e    | 13:e      | 25:e     | —       | 4:e        |
| Peking 2022      | 14:e    | 55:e   | 21:a      | —        | Brons   | —          |

### Världsmästerskap
| Tävling         | Distans | Sprint | Jaktstart | Masstart | Stafett | Mixstafett |
| --------------- | ------- | ------ | --------- | -------- | ------- | ---------- |
| Kontiolax 2015  | 44:e    | 49:e   | 37:e      | —        | Guld    | —          |
| Oslo 2016       | 37:e    | 61:a   | —         | —        | —       | —          |
| Hochfilzen 2017 | 8:e     | 6:e    | 20:e      | 20:e     | Guld    | Guld       |
| Östersund 2019  | 19:e    | 65:e   | —         | —        | 4:e     | Silver     |
| Antholz 2020    | Silver  | 14:e   | 5:e       | 17:e     | Silver  | —          |
| Pokljuka 2021   | 33:e    | 12:e   | 6:e       | 10:e     | Silver  | —          |